# Nioniopalogo
Nioniopalogo est une localité située dans le département de Zitenga de la province de l'Oubritenga dans la région Plateau-Central au Burkina Faso.

## Histoire
Excepté les femmes du village,la population de Nioniopalogo est constituée uniquement de Yonyonsé.
La population de Nioniopalogo tire ses racines à Nioniokodogo,un village situé à 8km environ et proche de Barkoundouba Mossi. 
Les habitants de Nioniopalogo partagent la même tradition de Nioniokodogo. Le mariage entre les fils et filles de ces villages est quasi-impossible.

## Économie
La population de Nioniopalogo tire son économie principalement dans les cultures maraîchères et celles de rentes. Le barrage le plus proche est celui de Lelexé.

## Santé et éducation
Le centre de soins le plus proche de Nioniopalogo est le district sanitaire de Bissiga.le centre de santé et de promotion sociale le plus proche est celui (CSPS) de Zitenga . Le centre médical avec antenne chirurgicale (CMA) de la province se trouve à Ziniaré.
L'école de Nioniopalogo a ouvert ses portes en 1992.